# فرودگاه سیا بتی
فرودگاه سیا بتی (به انگلیسی: Sei Bati Airport) (به زبان بومی: Bandara Internasional Sei Bati) یک فرودگاه همگانی با کد یاتا TJB است که یک باند فرود آسفالت دارد و طول باند آن ۹۰۰ متر است. این فرودگاه در کشور اندونزی قرار دارد و در ارتفاع ۱ متری از سطح دریا واقع شده‌است.

## شرکت‌های هواپیمایی و مقصدهای پروازی
| شرکت‌های هواپیمایی | مقصدهای پروازی        |
| ----------------- | --------------------- |
| سوسی ایر          | سلطان سیاریف قسیم دوم |